# Bandhan
Bandhan – rodzaj techniki zabarwienia tkaniny stosowany dawniej w Indiach. 
Polegał na wiązaniu węzłów na białej tkaninie, następnie tkanina ta została poddana  barwieniu poprzez zanurzenie jej w roztworze barwnika. Barwnik zabarwiał całą powierzchnię oprócz przeniknięcia w głąb węzłów. Sposób ten pozwalał na uzyskanie przypadkowego wzoru w postaci nieforemnych płaszczyzn z łąmaną linią brzegów na barwnym tle. 
W podobny sposób barwienie tkanin odbywało się w przypadku malajskiej techniki plangi oraz japońskiej shibori.